# Liste des partis politiques en Autriche
 (juin 2023).
Si vous disposez d'ouvrages ou d'articles de référence ou si vous connaissez des sites web de qualité traitant du thème abordé ici, merci de compléter l'article en donnant les références utiles à sa vérifiabilité et en les liant à la section « Notes et références ».
La création des partis politiques en Autriche est libre, et leur liberté d'action est garantie par les textes constitutionnels. Cependant, les partis nazis sont interdits.

## Partis représentés auConseil national
Les cinq partis représentés au Conseil national sont :
- Parti de la liberté d'Autriche (FPÖ)
- Les Verts - L'Alternative verte (Die Grünen)
- Parti populaire autrichien (ÖVP)
- NEOS - La nouvelle Autriche et le Forum libéral (regroupe le Forum libéral (LIF) et les Jeunes Libéraux d'Autriche (JuLis))
- Parti social-démocrate d'Autriche (SPÖ)

## Autres partis contemporains
- Alliance pour l'avenir de l'Autriche (BZÖ)
- Enotna lista
- Liste Hans-Peter Martin
- Parti communiste d'Autriche (KPÖ)
- Parti socialiste de gauche (SLP)
- Parti pirate (PPÖ)
- Die Reformkonservativen (REKOS)
- JETZT – Liste Pilz (JETZT)
- Team Stronach (TS)
- Schwarz-Gelbe Allianz, parti monarchiste autrichien

## Partis aujourd'hui disparus
- Parti chrétien-social (CSP), 1893-1933
- Parti ouvrier national-socialiste allemand (DNSAP), 1918-1933
- Parti ouvrier social-démocrate (SDAP), 1889-1934
- Parti populaire de la Grande Allemagne (GdP), 1920-1933
- Union paysanne pour l'Autriche (Landbund), 1922-1933
- Parti national-démocratique (NPD), 1967-1988